# Kulturnopovijesna ruralna cjelina Slavetić
Kulturno-povijesna cjelina slavetić, kompleks zgrada mjestu Slavetić koje se nalazi u gradu Jastrebarsko, zaštićeno kulturno dobro.

## Opis dobra
Slavetić je smješten na jugozapadnoj padini Samoborskog gorja, desetak kilometara sjeveroapadno od Jastrebarskog. Širom slikom naselja dominira vertikala zvonika župne crkve sv. Antuna Pustinjaka i branič kula dvorca Oršić, dok se potez vrijednih tradicijskih kuća smjestio u zbijenim prostorno-ambijentalnim cjelinama na padini prema sjeveru podno starog kamenoloma. Unatoč novoj izgradnji koja svojom tipologijom, gabaritima i oblikovanjem ponegdje odudara od starijega građevnog sloja, naselje je sačuvalo svoju izvornu matricu s karakterističnom mrežom putova i starom parcelacijom te ima izrazitu kulturnopovijesnu, arhitektonsku i ambijentalnu vrijednost. Tradicijske okućnice prilagođene strmoj konfiguraciji terena te akropolski smještene aglomeracije dvorca i župne crkve ističu se u krajoliku Samoborskog gorja.

## Zaštita
Pod oznakom Z-6416 zavedena je kao nepokretno kulturno dobro - pojedinačno, pravna statusa zaštićena kulturnog dobra, klasificirano kao "kulturno-povijesna cjelina".